# Грінвіч-стріт
Грінвіч-стріт (англ. Greenwich Street) — вулиця з півночі на південь у Нью-Йоркському боро Мангеттен. Простягається від перехрестя Дев'ятої авеню та Гансеворт-стріт у районі Мітпакінг на крайньому північному кінці до південного кінця в Батері-парку. Грінвіч-стріт проходить через район Мітпекінг, Вест-Вілледж, Гудзонову площу та Трайбеку.
Головні вулиці зі сходу на захід, які перетинаються, включають, з півночі на південь, Кристофер-стріт, Х'юстон-стріт, Канал-стріт і Чемберс-стріт. На північ від Канал-стріт автомобільний рух прямує на північ по Грінвіч-стріт, на південь від Канал-стріт, він рухається на південь.

## Історія
Найперша документація про Грінвіч-стріт з’явилася в 1790-х роках, коли вона проходила паралельно річці Гудзон. У той час її називали «Дорога до Грінвіча», оскільки це була єдина суцільна дорога з Нижнього Мангеттена до Гринвіч-Вілледж, крім Бродвею.
Наприкінці 18 століття нижня Грінвіч-стріт стала частиною одного з наймодніших житлових районів міста, вишикуваного чотириповерховими особняками у федеральному стилі, хоча верхня Грінвіч-стріт була домом для ремісників, крамарів та анклаву вільних темношкірих. У 1820 році Грінвіч-стріт все ще зберігала свій статус популярної адреси, але до 1850-х років заможні жителі втекли з верхньої частини міста, і приватні резиденції на вулиці стали незвичними. За словами його дочки, власник готелю Амос Іно пішов, коли його «оточили пансіони для іммігрантів». У 1873 році на вулиці, неподалік від якої щоденно надходили молочні продукти на вантажні залізничні термінали, відкрилася Масло-сирна біржа. До 1882 року на вулицях Грінвіч і Дей знаходився парогенераторний завод Нью-Йорк стім кампані.